# Charli xcx/Auszeichnungen für Musikverkäufe

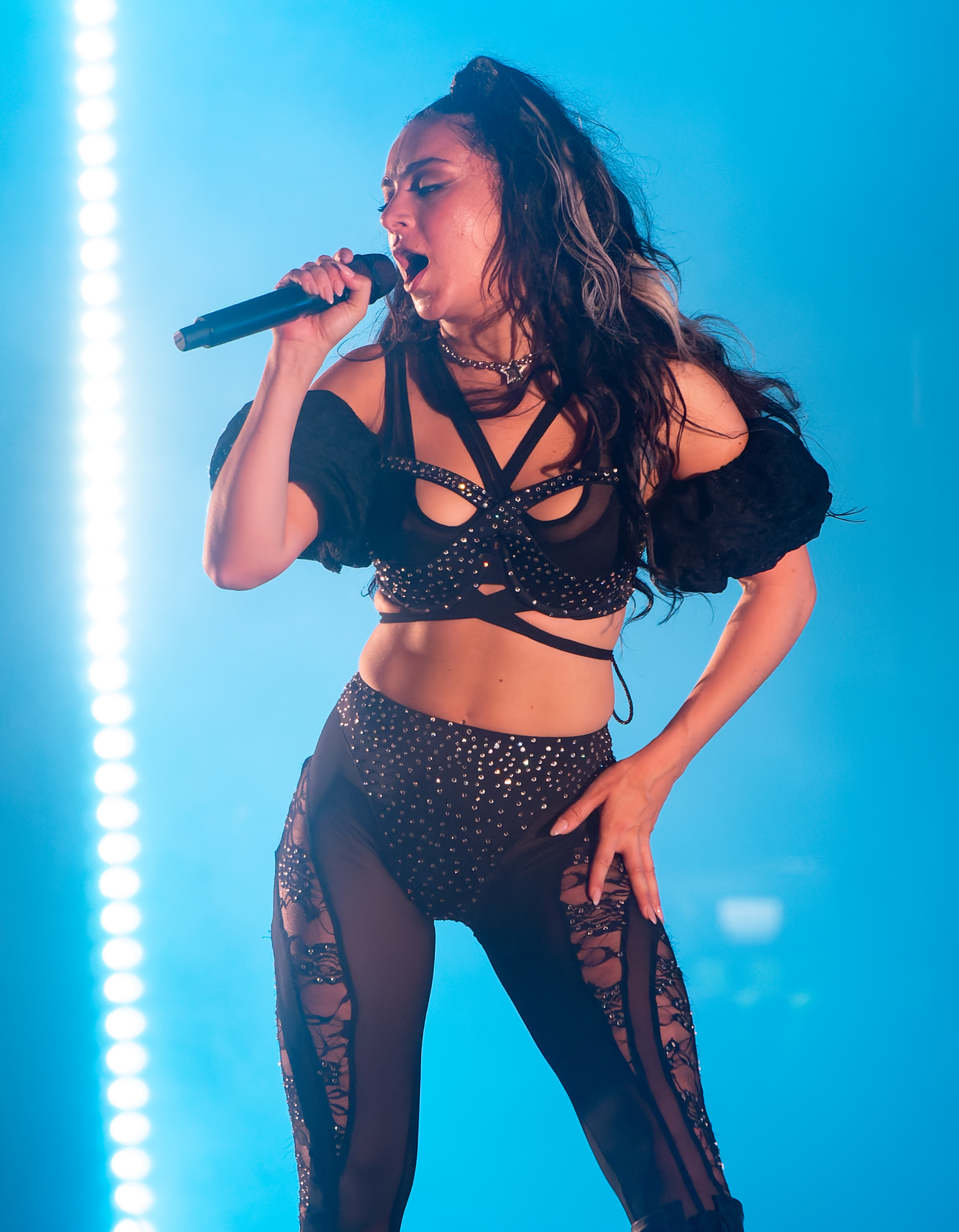
Charli XCX (2022)

Dies ist eine Übersicht über die Auszeichnungen für Musikverkäufe der britischen Sängerin Charli xcx. Die Auszeichnungen finden sich nach ihrer Art (Gold, Platin usw.), nach Staaten getrennt in chronologischer Reihenfolge, geordnet sowie nach den Tonträgern selbst, ebenfalls in chronologischer Reihenfolge, getrennt nach Medium (Alben, Singles usw.), wieder.

## Auszeichnungen
| - Vereinigtes Königreich - 2015: für die Single Doing It - 2016: für die Autorenbeteiligung Boys & Girls - 2018: für die Single Boys - 2018: für die Single Dirty Sexy Money - 2021: für die Single You for Me - 2022: für die Single Beg for You - 2023: für die Single Break the Rules - 2024: für das Album Crash - 2024: für die Single Good Ones - 2024: für das Lied 365 - 2025: für das Lied Sympathy Is a Knife (Remix) - 2025: für die Single Talk Talk - 2025: für das Lied Girl, so confusing - 2025: für das Lied Party 4 U - 2025: für die Single B2b - Australien - 2018: für die Autorenbeteiligung OMG - 2019: für die Single Girls - 2019: für die Autorenbeteiligung Hurts Like Hell - 2021: für die Single Out Out - 2024: für das Lied Apple - 2024: für das Album Brat - Belgien - 2013: für die Single I Love It - 2024: für die Single Guess - Dänemark - 2013: für das Streaming I Love It - 2014: für das Streaming Boom Clap - 2020: für die Single 1999 - 2024: für das Album Brat - 2025: für die Single Guess - Deutschland - 2015: für die Single Break the Rules - 2017: für die Single Boom Clap - 2018: für die Single Fancy - 2020: für die Autorenbeteiligung Same Old Love (Selena Gomez) - 2022: für die Single Out Out - Frankreich - 2018: für die Single Dirty Sexy Money - 2022: für die Single Out Out - 2025: für das Album Brat - 2025: für die Single Guess - Italien - 2025: für das Album Brat - Japan - 2023: für die Streaming Señorita - Kanada - 2018: für die Single Break the Rules - 2023: für die Single Hot in It - 2023: für die Autorenbeteiligung You for Me - 2023: für die Single Speed Drive - 2023: für die Single Boys - 2024: für die Single Blame It on Your Love - 2024: für die Single Good Ones - 2024: für die Single Beg for You - 2024: für das Lied 365 - 2024: für das Lied Sympathy Is a Knife - 2024: für das Lied Talk Talk - 2025: für die Single B2b - 2025: für die Single Club Classics - Mexiko - 2015: für die Single I Love It - 2021: für die Autorenbeteiligung OMG - Neuseeland - 2016: für die Single Break the Rules - 2024: für das Lied Apple - 2025: für das Lied Party 4 U - Norwegen - 2020: für die Single Girls - Österreich - 2024: für die Autorenbeteiligung Same Old Love (Selena Gomez) - 2025: für die Single Guess - Polen - 2019: für die Single Girls - 2023: für die Single Hot in It - 2024: für das Album Brat - 2024: für die Single Speed Drive - 2024: für das Lied Apple - 2024: für die Single 360 - Portugal - 2022: für die Single Out Out - 2022: für die Autorenbeteiligung Same Old Love - 2024: für die Single Guess (Selena Gomez) - 2025: für das Album Brat - Spanien - 2013: für das Streaming I Love It - 2014: für das Streaming Fancy - 2015: für die Single Fancy - 2024: für die Single Out Out - 2024: für die Single Guess - 2024: für die Autorenbeteiligung Same Old Love (Selena Gomez) - 2025: für das Album Brat - Vereinigte Staaten - 2015: für die Single Break the Rules - 2020: für die Single Boys - 2020: für die Autorenbeteiligung Hurts Like Hell - 2024: für die Single Out Out - Vereinigtes Königreich - 2021: für die Single After the Afterparty - 2021: für die Single Girls - 2023: für die Autorenbeteiligung Same Old Love (Selena Gomez) - 2024: für die Single Speed Drive - 2025: für die Single Hot in It | - Australien - 2015: für die Single Break the Rules - 2018: für die Single Dirty Sexy Money - 2018: für die Single After the Afterparty - 2024: für die Single 360 - 2024: für die Single Guess - 2025: für die Single Von Dutch - Brasilien - 2021: für die Autorenbeteiligung OMG - Dänemark - 2014: für die Single Fancy - 2016: für die Autorenbeteiligung Same Old Love (Selena Gomez) - 2023: für die Single I Love It - 2024: für die Single Out Out - Italien - 2014: für die Single Boom Clap - 2015: für die Single Fancy - 2019: für die Autorenbeteiligung Same Old Love (Selena Gomez) - 2023: für die Single Out Out - Kanada - 2018: für die Autorenbeteiligung OMG - 2020: für die Autorenbeteiligung Hurts Like Hell - 2024: für das Album Brat - 2024: für das Lied Apple - 2025: für die Single Von Dutch - 2025: für das Lied Party 4 U - 2025: für das Lied Girl, so confusing - Neuseeland - 2015: für die Single Boom Clap - 2018: für die Single Dirty Sexy Money - 2020: für die Autorenbeteiligung Same Old Love (Selena Gomez) - 2020: für die Single 1999 - 2024: für die Single Guess - Österreich - 2014: für die Single I Love It - 2022: für die Single Out Out - Polen - 2023: für die Single Out Out - 2024: für die Single Guess - Schweden - 2014: für die Single Boom Clap - 2016: für die Autorenbeteiligung Same Old Love (Selena Gomez) - Schweiz - 2013: für die Single I Love It - 2024: für die Single Out Out - Spanien - 2024: für die Single I Love It - Südkorea - 2021: für das Streaming von Señorita - Vereinigte Staaten - 2015: für die Autorenbeteiligung Beg for It - Vereinigtes Königreich - 2020: für die Single Boom Clap - 2022: für die Single 1999 - 2022: für die Single Out Out - 2025: für das Album Brat - 2025: für die Single Guess - 2025: für die Single 360 - 2025: für das Lied Apple - 2025: für die Single Von Dutch - Deutschland - 2013: für die Single I Love It - 2024: für die Autorenbeteiligung Señorita - Australien - 2015: für die Single Boom Clap - 2019: für die Single 1999 - 2024: für die Autorenbeteiligung Same Old Love (Selena Gomez) - Brasilien - 2019: für die Single Girls - 2021: für die Single Flash Pose - Italien - 2012: für die Single I Love It - Kanada - 2016: für die Autorenbeteiligung Same Old Love (Selena Gomez) - 2024: für die Single Out Out - 2025: für die Single Guess - 2025: für die Single 360 - Kolumbien - 2019: für die Autorenbeteiligung Señorita - Neuseeland - 2025: für das Album Brat - Norwegen - 2021: für die Autorenbeteiligung Same Old Love (Selena Gomez) - Philippinen - 2019: für die Autorenbeteiligung Señorita - Schweden - 2015: für die Single Fancy - 2019: für die Autorenbeteiligung Señorita - Vereinigtes Königreich - 2022: für die Single I Love It - 2023: für die Single Fancy | - Mexiko - 2019: für die Autorenbeteiligung Señorita - Belgien - 2021: für die Autorenbeteiligung Señorita - Dänemark - 2021: für die Autorenbeteiligung Señorita - Kanada - 2014: für die Single Fancy - 2023: für die Single Boom Clap - Neuseeland - 2024: für die Single I Love It - 2025: für die Single Fancy - Vereinigte Staaten - 2018: für die Autorenbeteiligung Same Old Love (Selena Gomez) - 2019: für die Single Boom Clap - Vereinigtes Königreich - 2021: für die Autorenbeteiligung Señorita - Australien - 2015: für die Single Fancy - Italien - 2021: für die Autorenbeteiligung Señorita - Malaysia - 2020: für die Autorenbeteiligung Señorita - Norwegen - 2020: für die Autorenbeteiligung Señorita - Österreich - 2024: für die Autorenbeteiligung Señorita - Portugal - 2021: für die Autorenbeteiligung Señorita - Kanada - 2018: für die Single I Love It - Spanien - 2024: für die Autorenbeteiligung Señorita - Vereinigte Staaten - 2022: für die Single I Love It - 2023: für die Autorenbeteiligung Señorita - Australien - 2018: für die Single I Love It - Neuseeland - 2024: für die Autorenbeteiligung Señorita - Schweden - 2022: für die Single I Love It - Vereinigte Staaten - 2023: für die Single Fancy - Australien - 2023: für die Autorenbeteiligung Señorita - Brasilien - 2024: für die Single Fancy - 2024: für die Autorenbeteiligung Same Old Love (Selena Gomez) - Frankreich - 2019: für die Autorenbeteiligung Señorita - Kanada - 2021: für die Autorenbeteiligung Señorita - Mexiko - 2019: für die Autorenbeteiligung Señorita - Polen - 2021: für die Autorenbeteiligung Señorita - Brasilien - 2024: für die Autorenbeteiligung Señorita |

## Auszeichnungen nach Alben

### Crash
| Land/Region                  | Auszeichnungen für Musikverkäufe (Land/Region, Auszeichnung, Verkäufe) | Verkäufe |
| ---------------------------- | ---------------------------------------------------------------------- | -------- |
| Vereinigtes Königreich (BPI) | Silber                                                                 | 60.000   |
| Insgesamt                    | 1× Silber ·                                                            | 60.000   |

### Brat
| Land/Region                  | Auszeichnungen für Musikverkäufe (Land/Region, Auszeichnung, Verkäufe) | Verkäufe |
| ---------------------------- | ---------------------------------------------------------------------- | -------- |
| Australien (ARIA)            | Gold                                                                   | 35.000   |
| Dänemark (IFPI)              | Gold                                                                   | 10.000   |
| Frankreich (SNEP)            | Gold                                                                   | 50.000   |
| Italien (FIMI)               | Gold                                                                   | 25.000   |
| Kanada (MC)                  | Platin                                                                 | 80.000   |
| Neuseeland (RMNZ)            | 2× Platin                                                              | 30.000   |
| Polen (ZPAV)                 | Gold                                                                   | 10.000   |
| Portugal (AFP)               | Gold                                                                   | 3.500    |
| Spanien (Promusicae)         | Gold                                                                   | 20.000   |
| Vereinigtes Königreich (BPI) | Platin                                                                 | 300.000  |
| Insgesamt                    | 7× Gold · 4× Platin ·                                                  | 563.500  |

## Auszeichnungen nach Singles

### I Love It
| Land/Region                  | Auszeichnungen für Musikverkäufe (Land/Region, Auszeichnung, Verkäufe) | Verkäufe  |
| ---------------------------- | ---------------------------------------------------------------------- | --------- |
| Australien (ARIA)            | 6× Platin                                                              | 490.000   |
| Belgien (BRMA)               | Gold                                                                   | 15.000    |
| Dänemark (IFPI)              | Platin                                                                 | 90.000    |
| Deutschland (BVMI)           | 3× Gold                                                                | 450.000   |
| Frankreich (SNEP)            | —                                                                      | 52.100    |
| Italien (FIMI)               | 2× Platin                                                              | 60.000    |
| Kanada (MC)                  | 5× Platin                                                              | 400.000   |
| Mexiko (AMPROFON)            | Gold                                                                   | 30.000    |
| Neuseeland (RMNZ)            | 3× Platin                                                              | 90.000    |
| Österreich (IFPI)            | Platin                                                                 | 30.000    |
| Schweden (IFPI)              | 6× Platin                                                              | 480.000   |
| Schweiz (IFPI)               | Platin                                                                 | 30.000    |
| Spanien (Promusicae)         | Platin                                                                 | 60.000    |
| Vereinigte Staaten (RIAA)    | 5× Platin                                                              | 5.000.000 |
| Vereinigtes Königreich (BPI) | 2× Platin                                                              | 1.500.000 |
| Insgesamt                    | 3× Gold · 34× Platin ·                                                 | 8.777.100 |

### Fancy
| Land/Region                  | Auszeichnungen für Musikverkäufe (Land/Region, Auszeichnung, Verkäufe) | Verkäufe   |
| ---------------------------- | ---------------------------------------------------------------------- | ---------- |
| Australien (ARIA)            | 4× Platin                                                              | 280.000    |
| Brasilien (PMB)              | Diamant                                                                | 250.000    |
| Deutschland (BVMI)           | Gold                                                                   | 150.000    |
| Italien (FIMI)               | Platin                                                                 | 50.000     |
| Kanada (MC)                  | 3× Platin                                                              | 346.000    |
| Neuseeland (RMNZ)            | 3× Platin                                                              | 90.000     |
| Schweden (IFPI)              | 2× Platin                                                              | 80.000     |
| Spanien (Promusicae)         | Gold                                                                   | 20.000     |
| Vereinigte Staaten (RIAA)    | 9× Platin                                                              | 9.000.000  |
| Vereinigtes Königreich (BPI) | 2× Platin                                                              | 1.300.000  |
| Insgesamt                    | 2× Gold · 24× Platin · 1× Diamant ·                                    | 11.566.000 |

### Boom Clap
| Land/Region                  | Auszeichnungen für Musikverkäufe (Land/Region, Auszeichnung, Verkäufe) | Verkäufe  |
| ---------------------------- | ---------------------------------------------------------------------- | --------- |
| Australien (ARIA)            | 2× Platin                                                              | 140.000   |
| Deutschland (BVMI)           | Gold                                                                   | 200.000   |
| Italien (FIMI)               | Platin                                                                 | 50.000    |
| Kanada (MC)                  | 3× Platin                                                              | 240.000   |
| Neuseeland (RMNZ)            | Platin                                                                 | 15.000    |
| Schweden (IFPI)              | Platin                                                                 | 40.000    |
| Vereinigte Staaten (RIAA)    | 3× Platin                                                              | 3.000.000 |
| Vereinigtes Königreich (BPI) | Platin                                                                 | 786.000   |
| Insgesamt                    | 1× Gold · 12× Platin ·                                                 | 4.551.000 |

### Break the Rules
| Land/Region                  | Auszeichnungen für Musikverkäufe (Land/Region, Auszeichnung, Verkäufe) | Verkäufe  |
| ---------------------------- | ---------------------------------------------------------------------- | --------- |
| Australien (ARIA)            | Platin                                                                 | 70.000    |
| Deutschland (BVMI)           | Gold                                                                   | 200.000   |
| Frankreich (SNEP)            | —                                                                      | 27.900    |
| Kanada (MC)                  | Gold                                                                   | 40.000    |
| Neuseeland (RMNZ)            | Gold                                                                   | 7.500     |
| Vereinigte Staaten (RIAA)    | Gold                                                                   | 500.000   |
| Vereinigtes Königreich (BPI) | Silber                                                                 | 200.000   |
| Insgesamt                    | 1× Silber · 4× Gold · 1× Platin ·                                      | 1.045.400 |

### Doing It
| Land/Region                  | Auszeichnungen für Musikverkäufe (Land/Region, Auszeichnung, Verkäufe) | Verkäufe |
| ---------------------------- | ---------------------------------------------------------------------- | -------- |
| Vereinigtes Königreich (BPI) | Silber                                                                 | 200.000  |
| Insgesamt                    | 1× Silber ·                                                            | 200.000  |

### After the Afterparty
| Land/Region                  | Auszeichnungen für Musikverkäufe (Land/Region, Auszeichnung, Verkäufe) | Verkäufe |
| ---------------------------- | ---------------------------------------------------------------------- | -------- |
| Australien (ARIA)            | Platin                                                                 | 70.000   |
| Vereinigtes Königreich (BPI) | Gold                                                                   | 400.000  |
| Insgesamt                    | 1× Gold · 1× Platin ·                                                  | 470.000  |

### Boys
| Land/Region                  | Auszeichnungen für Musikverkäufe (Land/Region, Auszeichnung, Verkäufe) | Verkäufe |
| ---------------------------- | ---------------------------------------------------------------------- | -------- |
| Kanada (MC)                  | Gold                                                                   | 40.000   |
| Vereinigte Staaten (RIAA)    | Gold                                                                   | 500.000  |
| Vereinigtes Königreich (BPI) | Silber                                                                 | 200.000  |
| Insgesamt                    | 1× Silber · 2× Gold ·                                                  | 740.000  |

### Dirty Sexy Money
| Land/Region                  | Auszeichnungen für Musikverkäufe (Land/Region, Auszeichnung, Verkäufe) | Verkäufe |
| ---------------------------- | ---------------------------------------------------------------------- | -------- |
| Australien (ARIA)            | Platin                                                                 | 70.000   |
| Frankreich (SNEP)            | Gold                                                                   | 66.666   |
| Neuseeland (RMNZ)            | Platin                                                                 | 30.000   |
| Vereinigtes Königreich (BPI) | Silber                                                                 | 200.000  |
| Insgesamt                    | 1× Silber · 1× Gold · 2× Platin ·                                      | 366.666  |

### Girls
| Land/Region                  | Auszeichnungen für Musikverkäufe (Land/Region, Auszeichnung, Verkäufe) | Verkäufe |
| ---------------------------- | ---------------------------------------------------------------------- | -------- |
| Australien (ARIA)            | Gold                                                                   | 35.000   |
| Brasilien (PMB)              | 2× Platin                                                              | 80.000   |
| Norwegen (IFPI)              | Gold                                                                   | 30.000   |
| Polen (ZPAV)                 | Gold                                                                   | 10.000   |
| Vereinigtes Königreich (BPI) | Gold                                                                   | 400.000  |
| Insgesamt                    | 4× Gold · 2× Platin ·                                                  | 555.000  |

### 1999
| Land/Region                  | Auszeichnungen für Musikverkäufe (Land/Region, Auszeichnung, Verkäufe) | Verkäufe |
| ---------------------------- | ---------------------------------------------------------------------- | -------- |
| Australien (ARIA)            | 2× Platin                                                              | 140.000  |
| Dänemark (IFPI)              | Platin                                                                 | 45.000   |
| Neuseeland (RMNZ)            | Platin                                                                 | 30.000   |
| Vereinigtes Königreich (BPI) | Platin                                                                 | 684.000  |
| Insgesamt                    | 1× Gold · 4× Platin ·                                                  | 899.000  |

### Blame It on Your Love
| Land/Region | Auszeichnungen für Musikverkäufe (Land/Region, Auszeichnung, Verkäufe) | Verkäufe |
| ----------- | ---------------------------------------------------------------------- | -------- |
| Kanada (MC) | Gold                                                                   | 40.000   |
| Insgesamt   | 1× Gold ·                                                              | 40.000   |

### Flash Pose
| Land/Region     | Auszeichnungen für Musikverkäufe (Land/Region, Auszeichnung, Verkäufe) | Verkäufe |
| --------------- | ---------------------------------------------------------------------- | -------- |
| Brasilien (PMB) | 2× Platin                                                              | 160.000  |
| Insgesamt       | 1× Platin ·                                                            | 160.000  |

### Out Out
| Land/Region                  | Auszeichnungen für Musikverkäufe (Land/Region, Auszeichnung, Verkäufe) | Verkäufe  |
| ---------------------------- | ---------------------------------------------------------------------- | --------- |
| Australien (ARIA)            | Gold                                                                   | 35.000    |
| Dänemark (IFPI)              | Platin                                                                 | 90.000    |
| Deutschland (BVMI)           | Gold                                                                   | 200.000   |
| Frankreich (SNEP)            | Gold                                                                   | 100.000   |
| Italien (FIMI)               | Platin                                                                 | 100.000   |
| Kanada (MC)                  | 2× Platin                                                              | 160.000   |
| Österreich (IFPI)            | Platin                                                                 | 30.000    |
| Polen (ZPAV)                 | Platin                                                                 | 50.000    |
| Portugal (AFP)               | Gold                                                                   | 5.000     |
| Schweiz (IFPI)               | Platin                                                                 | 20.000    |
| Spanien (Promusicae)         | Gold                                                                   | 30.000    |
| Vereinigte Staaten (RIAA)    | Gold                                                                   | 500.000   |
| Vereinigtes Königreich (BPI) | Platin                                                                 | 948.000   |
| Insgesamt                    | 6× Gold · 8× Platin ·                                                  | 2.268.000 |

### Good Ones
| Land/Region                  | Auszeichnungen für Musikverkäufe (Land/Region, Auszeichnung, Verkäufe) | Verkäufe |
| ---------------------------- | ---------------------------------------------------------------------- | -------- |
| Kanada (MC)                  | Gold                                                                   | 40.000   |
| Vereinigtes Königreich (BPI) | Silber                                                                 | 200.000  |
| Insgesamt                    | 1× Silber · 1× Gold ·                                                  | 240.000  |

### Beg for You
| Land/Region                  | Auszeichnungen für Musikverkäufe (Land/Region, Auszeichnung, Verkäufe) | Verkäufe |
| ---------------------------- | ---------------------------------------------------------------------- | -------- |
| Kanada (MC)                  | Gold                                                                   | 40.000   |
| Vereinigtes Königreich (BPI) | Silber                                                                 | 200.000  |
| Insgesamt                    | 1× Silber · 1× Gold ·                                                  | 240.000  |

### Hot in It
| Land/Region                  | Auszeichnungen für Musikverkäufe (Land/Region, Auszeichnung, Verkäufe) | Verkäufe |
| ---------------------------- | ---------------------------------------------------------------------- | -------- |
| Kanada (MC)                  | Gold                                                                   | 40.000   |
| Polen (ZPAV)                 | Gold                                                                   | 25.000   |
| Vereinigtes Königreich (BPI) | Gold                                                                   | 400.000  |
| Insgesamt                    | 3× Gold ·                                                              | 465.000  |

### Speed Drive
| Land/Region                  | Auszeichnungen für Musikverkäufe (Land/Region, Auszeichnung, Verkäufe) | Verkäufe |
| ---------------------------- | ---------------------------------------------------------------------- | -------- |
| Kanada (MC)                  | Gold                                                                   | 40.000   |
| Polen (ZPAV)                 | Gold                                                                   | 25.000   |
| Vereinigtes Königreich (BPI) | Gold                                                                   | 400.000  |
| Insgesamt                    | 3× Gold ·                                                              | 465.000  |

### Von Dutch
| Land/Region                  | Auszeichnungen für Musikverkäufe (Land/Region, Auszeichnung, Verkäufe) | Verkäufe |
| ---------------------------- | ---------------------------------------------------------------------- | -------- |
| Australien (ARIA)            | Platin                                                                 | 70.000   |
| Kanada (MC)                  | Platin                                                                 | 80.000   |
| Vereinigtes Königreich (BPI) | Platin                                                                 | 600.000  |
| Insgesamt                    | 3× Platin ·                                                            | 750.000  |

### Club Classics
| Land/Region | Auszeichnungen für Musikverkäufe (Land/Region, Auszeichnung, Verkäufe) | Verkäufe |
| ----------- | ---------------------------------------------------------------------- | -------- |
| Kanada (MC) | Gold                                                                   | 40.000   |
| Insgesamt   | 1× Gold ·                                                              | 40.000   |

### B2b
| Land/Region                  | Auszeichnungen für Musikverkäufe (Land/Region, Auszeichnung, Verkäufe) | Verkäufe |
| ---------------------------- | ---------------------------------------------------------------------- | -------- |
| Kanada (MC)                  | Gold                                                                   | 40.000   |
| Vereinigtes Königreich (BPI) | Silber                                                                 | 200.000  |
| Insgesamt                    | 1× Silber · 1× Gold ·                                                  | 240.000  |

### 360
| Land/Region                  | Auszeichnungen für Musikverkäufe (Land/Region, Auszeichnung, Verkäufe) | Verkäufe |
| ---------------------------- | ---------------------------------------------------------------------- | -------- |
| Australien (ARIA)            | Platin                                                                 | 70.000   |
| Kanada (MC)                  | 2× Platin                                                              | 160.000  |
| Polen (ZPAV)                 | Gold                                                                   | 25.000   |
| Vereinigtes Königreich (BPI) | Platin                                                                 | 600.000  |
| Insgesamt                    | 1× Gold · 4× Platin ·                                                  | 855.000  |

### Guess
| Land/Region                  | Auszeichnungen für Musikverkäufe (Land/Region, Auszeichnung, Verkäufe) | Verkäufe  |
| ---------------------------- | ---------------------------------------------------------------------- | --------- |
| Australien (ARIA)            | Platin                                                                 | 70.000    |
| Belgien (BRMA)               | Gold                                                                   | 20.000    |
| Dänemark (IFPI)              | Gold                                                                   | 45.000    |
| Frankreich (SNEP)            | Gold                                                                   | 100.000   |
| Kanada (MC)                  | 2× Platin                                                              | 160.000   |
| Neuseeland (RMNZ)            | Platin                                                                 | 30.000    |
| Österreich (IFPI)            | Gold                                                                   | 15.000    |
| Polen (ZPAV)                 | Platin                                                                 | 50.000    |
| Portugal (AFP)               | Gold                                                                   | 5.000     |
| Spanien (Promusicae)         | Gold                                                                   | 30.000    |
| Vereinigtes Königreich (BPI) | Platin                                                                 | 600.000   |
| Insgesamt                    | 6× Gold · 6× Platin ·                                                  | 1.125.000 |

### Talk Talk(mit Troye Sivan)
| Land/Region                  | Auszeichnungen für Musikverkäufe (Land/Region, Auszeichnung, Verkäufe) | Verkäufe |
| ---------------------------- | ---------------------------------------------------------------------- | -------- |
| Vereinigtes Königreich (BPI) | Silber                                                                 | 200.000  |
| Insgesamt                    | 1× Silber ·                                                            | 200.000  |

## Auszeichnungen nach Liedern

### Party 4 U
| Land/Region                  | Auszeichnungen für Musikverkäufe (Land/Region, Auszeichnung, Verkäufe) | Verkäufe |
| ---------------------------- | ---------------------------------------------------------------------- | -------- |
| Kanada (MC)                  | Platin                                                                 | 80.000   |
| Neuseeland (RMNZ)            | Gold                                                                   | 15.000   |
| Vereinigtes Königreich (BPI) | Silber                                                                 | 200.000  |
| Insgesamt                    | 1× Silber · 1× Gold · 1× Platin ·                                      | 295.000  |

### Talk Talk
| Land/Region | Auszeichnungen für Musikverkäufe (Land/Region, Auszeichnung, Verkäufe) | Verkäufe |
| ----------- | ---------------------------------------------------------------------- | -------- |
| Kanada (MC) | Gold                                                                   | 40.000   |
| Insgesamt   | 1× Gold ·                                                              | 40.000   |

### Sympathy Is a Knife
| Land/Region | Auszeichnungen für Musikverkäufe (Land/Region, Auszeichnung, Verkäufe) | Verkäufe |
| ----------- | ---------------------------------------------------------------------- | -------- |
| Kanada (MC) | Gold                                                                   | 40.000   |
| Insgesamt   | 1× Gold ·                                                              | 40.000   |

### Girl, so confusing
| Land/Region                  | Auszeichnungen für Musikverkäufe (Land/Region, Auszeichnung, Verkäufe) | Verkäufe |
| ---------------------------- | ---------------------------------------------------------------------- | -------- |
| Kanada (MC)                  | Platin                                                                 | 80.000   |
| Vereinigtes Königreich (BPI) | Silber                                                                 | 200.000  |
| Insgesamt                    | 1× Silber · 1× Platin ·                                                | 280.000  |

### Apple
| Land/Region                  | Auszeichnungen für Musikverkäufe (Land/Region, Auszeichnung, Verkäufe) | Verkäufe |
| ---------------------------- | ---------------------------------------------------------------------- | -------- |
| Australien (ARIA)            | Gold                                                                   | 35.000   |
| Kanada (MC)                  | Platin                                                                 | 80.000   |
| Neuseeland (RMNZ)            | Gold                                                                   | 15.000   |
| Polen (ZPAV)                 | Gold                                                                   | 25.000   |
| Vereinigtes Königreich (BPI) | Platin                                                                 | 600.000  |
| Insgesamt                    | 3× Gold · 2× Platin ·                                                  | 755.000  |

### 365
| Land/Region                  | Auszeichnungen für Musikverkäufe (Land/Region, Auszeichnung, Verkäufe) | Verkäufe |
| ---------------------------- | ---------------------------------------------------------------------- | -------- |
| Kanada (MC)                  | Gold                                                                   | 40.000   |
| Vereinigtes Königreich (BPI) | Silber                                                                 | 200.000  |
| Insgesamt                    | 1× Silber · 1× Gold ·                                                  | 240.000  |

### Sympathy Is a Knife (Remix)
| Land/Region                  | Auszeichnungen für Musikverkäufe (Land/Region, Auszeichnung, Verkäufe) | Verkäufe |
| ---------------------------- | ---------------------------------------------------------------------- | -------- |
| Vereinigtes Königreich (BPI) | Silber                                                                 | 200.000  |
| Insgesamt                    | 1× Silber ·                                                            | 200.000  |

## Auszeichnungen nach Autorenbeteiligungen

### Beg for It(Iggy Azalea)
| Land/Region               | Auszeichnungen für Musikverkäufe (Land/Region, Auszeichnung, Verkäufe) | Verkäufe  |
| ------------------------- | ---------------------------------------------------------------------- | --------- |
| Vereinigte Staaten (RIAA) | Platin                                                                 | 1.000.000 |
| Insgesamt                 | 1× Platin ·                                                            | 1.000.000 |

### Same Old Love(Selena Gomez)
| Land/Region                  | Auszeichnungen für Musikverkäufe (Land/Region, Auszeichnung, Verkäufe) | Verkäufe  |
| ---------------------------- | ---------------------------------------------------------------------- | --------- |
| Australien (ARIA)            | 2× Platin                                                              | 140.000   |
| Brasilien (PMB)              | Diamant                                                                | 250.000   |
| Dänemark (IFPI)              | Platin                                                                 | 60.000    |
| Deutschland (BVMI)           | Gold                                                                   | 200.000   |
| Italien (FIMI)               | Platin                                                                 | 50.000    |
| Kanada (MC)                  | 2× Platin                                                              | 160.000   |
| Neuseeland (RMNZ)            | Platin                                                                 | 30.000    |
| Norwegen (IFPI)              | 2× Platin                                                              | 120.000   |
| Österreich (IFPI)            | Gold                                                                   | 15.000    |
| Polen (ZPAV)                 | 2× Platin                                                              | 40.000    |
| Portugal (AFP)               | Gold                                                                   | 5.000     |
| Schweden (IFPI)              | Platin                                                                 | 40.000    |
| Spanien (Promusicae)         | Gold                                                                   | 30.000    |
| Vereinigte Staaten (RIAA)    | 3× Platin                                                              | 3.000.000 |
| Vereinigtes Königreich (BPI) | Gold                                                                   | 400.000   |
| Insgesamt                    | 5× Gold · 15× Platin · 1× Diamant ·                                    | 4.580.000 |

### Boys & Girls(Will.i.am)
| Land/Region                  | Auszeichnungen für Musikverkäufe (Land/Region, Auszeichnung, Verkäufe) | Verkäufe |
| ---------------------------- | ---------------------------------------------------------------------- | -------- |
| Vereinigtes Königreich (BPI) | Silber                                                                 | 200.000  |
| Insgesamt                    | 1× Silber ·                                                            | 200.000  |

### OMG(Camila Cabello)
| Land/Region       | Auszeichnungen für Musikverkäufe (Land/Region, Auszeichnung, Verkäufe) | Verkäufe |
| ----------------- | ---------------------------------------------------------------------- | -------- |
| Australien (ARIA) | Gold                                                                   | 35.000   |
| Brasilien (PMB)   | Platin                                                                 | 40.000   |
| Kanada (MC)       | Platin                                                                 | 80.000   |
| Mexiko (AMPROFON) | Gold                                                                   | 30.000   |
| Insgesamt         | 2× Gold · 2× Platin ·                                                  | 185.000  |

### Hurts Like Hell(Madison Beer)
| Land/Region               | Auszeichnungen für Musikverkäufe (Land/Region, Auszeichnung, Verkäufe) | Verkäufe |
| ------------------------- | ---------------------------------------------------------------------- | -------- |
| Australien (ARIA)         | Gold                                                                   | 35.000   |
| Kanada (MC)               | Platin                                                                 | 80.000   |
| Vereinigte Staaten (RIAA) | Gold                                                                   | 500.000  |
| Insgesamt                 | 2× Gold · 1× Platin ·                                                  | 615.000  |

### Señorita(Shawn Mendes)
| Land/Region                  | Auszeichnungen für Musikverkäufe (Land/Region, Auszeichnung, Verkäufe) | Verkäufe   |
| ---------------------------- | ---------------------------------------------------------------------- | ---------- |
| Australien (ARIA)            | 10× Platin                                                             | 700.000    |
| Belgien (BRMA)               | 3× Platin                                                              | 120.000    |
| Brasilien (PMB)              | 8× Diamant                                                             | 1.280.000  |
| Dänemark (IFPI)              | 3× Platin                                                              | 270.000    |
| Deutschland (BVMI)           | 3× Gold                                                                | 900.000    |
| Frankreich (SNEP)            | Diamant                                                                | 333.333    |
| Italien (FIMI)               | 4× Platin                                                              | 280.000    |
| Kanada (MC)                  | Diamant                                                                | 800.000    |
| Kolumbien (ASINCOL)          | 2× Platin                                                              | 20.000     |
| Malaysia (RIM)               | 4× Platin                                                              | 800.000    |
| Mexiko (AMPROFON)            | Diamant · + 5× Gold                                                    | 450.000    |
| Neuseeland (RMNZ)            | 6× Platin                                                              | 180.000    |
| Norwegen (IFPI)              | 4× Platin                                                              | 240.000    |
| Österreich (IFPI)            | 4× Platin                                                              | 120.000    |
| Philippinen (PARI)           | 2× Platin                                                              | 300.000    |
| Polen (ZPAV)                 | 2× Diamant                                                             | 500.000    |
| Portugal (AFP)               | 4× Platin                                                              | 40.000     |
| Schweden (IFPI)              | 2× Platin                                                              | 160.000    |
| Spanien (Promusicae)         | 5× Platin                                                              | 300.000    |
| Vereinigte Staaten (RIAA)    | 5× Platin                                                              | 5.000.000  |
| Vereinigtes Königreich (BPI) | 3× Platin                                                              | 1.830.000  |
| Insgesamt                    | 2× Gold · 64× Platin · 13× Diamant ·                                   | 14.623.333 |

### You for Me(Sigala)
| Land/Region                  | Auszeichnungen für Musikverkäufe (Land/Region, Auszeichnung, Verkäufe) | Verkäufe |
| ---------------------------- | ---------------------------------------------------------------------- | -------- |
| Kanada (MC)                  | Gold                                                                   | 40.000   |
| Vereinigtes Königreich (BPI) | Silber                                                                 | 200.000  |
| Insgesamt                    | 1× Silber · 1× Gold ·                                                  | 240.000  |

## Auszeichnungen nach Musikstreaming

### Boom Clap
| Land/Region     | Auszeichnungen für Musikverkäufe (Land/Region, Auszeichnung, Verkäufe) | Verkäufe  |
| --------------- | ---------------------------------------------------------------------- | --------- |
| Dänemark (IFPI) | Gold                                                                   | 1.300.000 |
| Insgesamt       | 1× Gold ·                                                              | 1.300.000 |

### I Love It
| Land/Region          | Auszeichnungen für Musikverkäufe (Land/Region, Auszeichnung, Verkäufe) | Verkäufe  |
| -------------------- | ---------------------------------------------------------------------- | --------- |
| Dänemark (IFPI)      | Gold                                                                   | 900.000   |
| Spanien (Promusicae) | Gold                                                                   | 4.000.000 |
| Insgesamt            | 2× Gold ·                                                              | 4.900.000 |

### Fancy
| Land/Region          | Auszeichnungen für Musikverkäufe (Land/Region, Auszeichnung, Verkäufe) | Verkäufe  |
| -------------------- | ---------------------------------------------------------------------- | --------- |
| Dänemark (IFPI)      | Platin                                                                 | 2.600.000 |
| Spanien (Promusicae) | Gold                                                                   | 4.000.000 |
| Insgesamt            | 1× Gold · 1× Platin ·                                                  | 6.600.000 |

### Señorita
| Land/Region     | Auszeichnungen für Musikverkäufe (Land/Region, Auszeichnung, Verkäufe) | Verkäufe    |
| --------------- | ---------------------------------------------------------------------- | ----------- |
| Japan (RIAJ)    | Gold                                                                   | 50.000.000  |
| Südkorea (KMCA) | Platin                                                                 | 100.000.000 |
| Insgesamt       | 1× Gold · 1× Platin ·                                                  | 150.000.000 |

## Statistik und Quellen
| Land/RegionAuszeichnungen für Musikverkäufe (Land/Region, Auszeichnungen, Verkäufe, Quellen) | Silber       | Gold       | Platin         | Diamant       | Verkäufe   | Quellen                 |
| -------------------------------------------------------------------------------------------- | ------------ | ---------- | -------------- | ------------- | ---------- | ----------------------- |
| Australien (ARIA)                                                                            | —            | 6× Gold6   | 32× Platin32   | —             | 2.450.000  | aria.com.au             |
| Belgien (BRMA)                                                                               | —            | 2× Gold2   | 3× Platin3     | —             | 155.000    | ultratop.be             |
| Brasilien (PMB)                                                                              | —            | —          | 5× Platin5     | 10× Diamant10 | 2.020.000  | pro-musicabr.org.br     |
| Dänemark (IFPI)                                                                              | —            | 5× Gold5   | 7× Platin7     | —             | 640.000    | ifpi.dk                 |
| Deutschland (BVMI)                                                                           | —            | 7× Gold7   | Platin1        | —             | 1.700.000  | musikindustrie.de       |
| Frankreich (SNEP)                                                                            | —            | 4× Gold4   | —              | Diamant1      | 729.999    | snepmusique.com         |
| Italien (FIMI)                                                                               | —            | Gold1      | 10× Platin10   | —             | 595.000    | fimi.it                 |
| Japan (RIAJ)                                                                                 | —            | Gold1      | —              | —             | —          | riaj.or.jp              |
| Kanada (MC)                                                                                  | —            | 13× Gold13 | 27× Platin27   | Diamant1      | 3.526.000  | musiccanada.com         |
| Kolumbien (ASINCOL)                                                                          | —            | —          | 2× Platin2     | —             | 20.000     | Einzelnachweise         |
| Malaysia (RIM)                                                                               | —            | —          | 4× Platin4     | —             | 800.000    | Einzelnachweise         |
| Mexiko (AMPROFON)                                                                            | —            | 3× Gold3   | 2× Platin2     | Diamant1      | 510.000    | amprofon.com.mx         |
| Neuseeland (RMNZ)                                                                            | —            | 3× Gold3   | 19× Platin19   | —             | 562.500    | radioscope.co.nz NZ2    |
| Norwegen (IFPI)                                                                              | —            | Gold1      | 6× Platin6     | —             | 390.000    | ifpi.no                 |
| Österreich (IFPI)                                                                            | —            | 2× Gold2   | 6× Platin6     | —             | 210.000    | ifpi.at                 |
| Philippinen (PARI)                                                                           | —            | —          | 2× Platin2     | —             | 300.000    | Einzelnachweise         |
| Polen (ZPAV)                                                                                 | —            | 6× Gold6   | 2× Platin2     | Diamant1      | 720.000    | olis.pl                 |
| Portugal (AFP)                                                                               | —            | 4× Gold4   | 4× Platin4     | —             | 58.500     | Einzelnachweise         |
| Schweden (IFPI)                                                                              | —            | —          | 12× Platin12   | —             | 800.000    | sverigetopplistan.se    |
| Schweiz (IFPI)                                                                               | —            | —          | 2× Platin2     | —             | 50.000     | hitparade.ch            |
| Spanien (Promusicae)                                                                         | —            | 7× Gold7   | 6× Platin6     | —             | 490.000    | elportaldemusica.es ES2 |
| Südkorea (KMCA)                                                                              | —            | —          | Platin1        | —             | —          | circlechart.kr          |
| Vereinigte Staaten (RIAA)                                                                    | —            | 4× Gold4   | 26× Platin26   | —             | 28.000.000 | riaa.com                |
| Vereinigtes Königreich (BPI)                                                                 | 16× Silber16 | 3× Gold3   | 16× Platin16   | —             | 14.608.000 | bpi.co.uk               |
| Insgesamt                                                                                    | 16× Silber16 | 72× Gold72 | 195× Platin195 | 14× Diamant14 |            |                         |